# Роланд Шуман
Роланд Шуман (англ. Roland Schoeman, 3 липня 1980) — південноафриканський плавець.
Олімпійський чемпіон 2004 року, учасник 2000, 2008, 2012 років.
Чемпіон світу з водних видів спорту 2005, 2007 років, призер 2001 року.
Призер Пантихоокеанського чемпіонату з плавання 2006, 2010 років.
Переможець Ігор Співдружності 2002, 2006 років, призер 2010, 2014 років.